# ACONY永遠的少女
《ACONY永遠的少女》，是由日本漫畫家冬目景創作的奇幻漫畫，於講談社旗下雜誌《月刊Afternoon》2003年1月號開始不定期連載，2010年9月號完結，單行本全3冊。

## 劇情概要
由于母亲被派往海外，搬进了祖父的式见公寓的Motomi Soragi 遇到了紫发女孩Acony。 Acony本应在一次实验中死于事故，但作为一个未衰老的身体，她和父亲住在一间公寓里，等待着自事故发生后就失踪的母亲。 然而，当他们得知Motomi的母亲正在跟踪实验时，Motomi和 Aconie与公寓楼的神秘居民一起度过了神秘的日常生活，同时追踪 Akony 母亲的下落。

## 出版書籍
| 集數 | 講談社        | 講談社                 | 尖端出版社    | 尖端出版社           |
| 集數 | 發售日期      | ISBN                   | 發售日期      | EAN                  |
| ---- | ------------- | ---------------------- | ------------- | -------------------- |
| 1    | 2009年3月23日 | ISBN 978-4-06-314556-4 | 2012年11月3日 | EAN 471-7702-24585-6 |
| 2    | 2009年8月21日 | ISBN 978-4-06-314587-8 | 2013年1月4日  | EAN 471-7702-25297-7 |
| 3    | 2010年9月22日 | ISBN 978-4-06-310695-4 | 2013年3月12日 | EAN 471-7702-25345-5 |